# Jean-Pierre Staelens (Basketballspieler)
Jean-Pierre Staelens (* 15. Juni 1945; † 31. Dezember 1999) war ein französischer Basketballspieler.

## Laufbahn
Der 1,97 Meter große Staelens bestritt zwischen 1965 und 1972 102 Länderspiele für Frankreich (9,3 Punkte/Spiel). Er stand bei den Europameisterschaftsendrunden 1967 und 1971 im Aufgebot.
Zwischen 1964 und 1969 sowie von 1970 bis 1978 spielte er für ASC Denain‑Voltaire in der höchsten Liga Frankreichs. 1969/70 legte er einen Zwischenhalt bei RCM Toulouse ein. Staelens wurde 1965 mit Denain französischer Meister. In den Spieljahren 1965/66, 1966/67 und 1967/68 führte er die Korbjägerliste der Liga an. Sein höchster Mittelwert waren 29,4 Punkte je Begegnung in der Saison 1966/67. Am 4. März 1967 stellte er eine neue Bestmarke für die französische Liga auf, als er im Spiel gegen Valenciennes 71 Punkte erzielte.
Staelens war der Patenonkel von Tony Parker und mit dessen Tante verheiratet. Er starb Ende Dezember 1999 im Alter von 54 Jahren an einem Herzanfall.